# 髙橋広行
髙橋 広行（たかはし ひろゆき、1971年 - ）は、日本のマーケティング研究者。同志社大学商学部教授。日本商業学会賞等受賞。

## 人物・経歴
大阪府生まれ。1992年近畿大学理工学部応用化学科卒業。1993年洋菓子のヒロタ入社。1995年ズーム入社。1998年日本マーケティング研究所入社。2010年関西学院大学大学院商学研究科博士課程後期課程修了、博士（商学）。イプソス研究員、流通科学大学商学部専任講師、同准教授を経て、2015年同志社大学商学部准教授。2020年同教授。2023年京都市崇仁地域における市有地の一部の活用に係る契約候補事業者選定委員会委員。

## 著書
- 『カテゴリーの役割と構造 : ブランドとライフスタイルをつなぐもの』関西学院大学出版会 2011年
- 『外資系企業の現地適応に関する一考察 : LUSHの事例を通じて』流通科学大学学術研究会 2012年
- 『ケースで学ぶケーススタディ』（徳山美津恵, 吉田満梨と共著）同文舘出版 2015年
- 『消費者視点の小売イノベーション : オムニ・チャネル時代の食品スーパー』有斐閣 2018年

### 編著
- 『「持たない時代」のマーケティング : サブスクとシェアリング・サービス』同文舘出版 2022年

## 受賞
- 日本消費者行動研究学会JACS-SPSS論文プロポーザル賞 2008年[2]
- 日本商業学会賞 2012年[2]
- 日本広告学会賞 2012年[2]
- 流通科学大学賞 2013年年[2]
- 流通科学大学賞 2014年年[2]
- 日本マーケティング学会学会誌論文賞 2014年[2]
- 日本マーケティング学会ベストオーラルペーパー 2021年[2]